# Deutz (champagne)

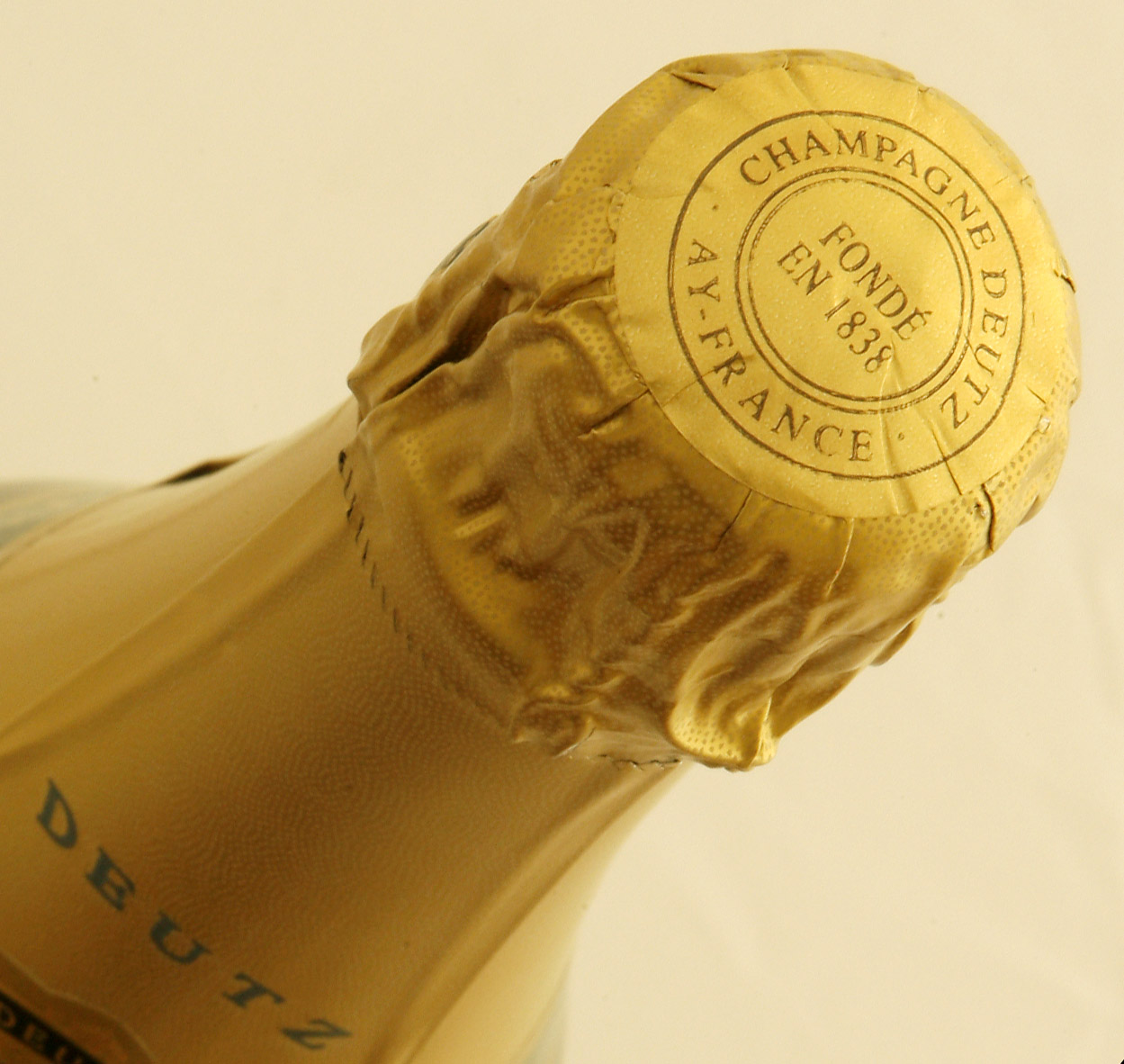
Fles van Deutz

Deutz is de naam van een in 1838 in Ay opgericht champagnehuis.

## Geschiedenis
De stichters waren twee Duitse wijnhandelaren; William Deutz en Pierre-Hubert Geldermann uit Aken. De cuvée de prestige van het huis is de Amour de Deutz (Vintage). Het huis is eigendom van de firma Louis Roederer die Deutz opkocht toen het failliet dreigde te gaan. Het huis bezit 40,6 hectare wijngaarden met in de échelle des crus een gemiddelde waardering van 97. De grote, in de kalkrotsen uitgehouwen, kelders waarin de champagne van Deutz rijpen zijn de diepste kelders van de Champagne.
De productie van de eigen wijnstokken is voldoende om 40% van de 800.000 flessen te vullen die ieder jaar de kelders verlaten. De rest van de druiven wordt ingekocht bij boeren in vooral de gemeenten Ay in de door chardonnay gedomineerde Côte des Blancs, Mareuil, Bisseuil en Villers-Marmery.

## Champagnesoorten
- De Deutz Brut Classic is de Brut Sans Année en als meest verkochte brut-champagne ook het visitekaartje van het huis. De assemblage van 70% pinot noir en pinot meunier en 30% chardonnay uit voornamelijk grand cru-gemeenten van de Champagne mag ten minste twee jaar in de kelders van het huis rijpen. Tijdens de assemblage wordt 20% tot 40% wijn uit de reserve toegevoegd om ook in mindere jaren dezelfde stijl en dezelfde kwaliteit te kunnen garanderen.
- De Deutz Brut Rosé is de Brut Sans Année van het huis. Het is hun meestverkochte champagne en het visitekaartje van het huis. De jonge wijn wordt aangevuld met wijnen uit de reserve in de kelders.
- De Deutz Demi-Sec is een zoete champagne. De wijn werd met suiker in de liqueur d'expédition gezoet.
- De Deutz Brut Millésime is een millésime wat inhoudt dat alle gebruikte druiven in één en hetzelfde jaar zijn geplukt,
- De Deutz Brut Rosé Millésime is een roséchampagne waarvan alle gebruikte druiven in één en hetzelfde jaar zijn geplukt. De wijn is met rode wijn uit het champagnegebied op kleur gebracht.
- De Deutz Blanc de Blancs Millésime. Een blanc de blancs is een witte wijn van witte druiven. Hier is alleen het most van de chardonnay uit een enkel goed wijnjaar gebruikt. Dat noemt men een millésime.
- De Cuvée William Deutz is een van pinot noir, chardonnay en pinot meunier geassembleerde cuvée de prestige. De millésime heeft 96 maanden lang op gist gerijpt.
- De Cuvée William Deutz Rosé is een millésime die met 9% stille rode wijn van oude stokken uit de omgeving van Ay en van een wijngaard die "Meurtet" heet op kleur is gebracht. De wijn rijpt 4 jaar lang op gist in de kelders van Deutz.
- De Amour de Deutz is een millésime.